# Закон Фика
Закон Фика описывает диффузию и может быть использован для нахождения коэффициента диффузии D. Существует два закона Фика, которые были получены немецким физиком Адольфом Фиком в 1855 году.

## Первый закон Фика
В одномерной системе с градиентом концентрации вещества {\displaystyle dC/dx} в направлении {\displaystyle X} диффузионный поток {\displaystyle J} определяется первым законом Фика:
{\displaystyle J=-D{\frac {dC}{dx}}}
где {\displaystyle D} — коэффициент диффузии (знак «-» указывает направление потока от больших концентраций к меньшим).
В общем случае, если градиент концентрации направлен в пространстве трёх измерений, то надо использовать более общую формулу:
{\displaystyle \mathbf {J} =-D\nabla C\,.}

## Второй закон Фика
В одномерной системе с градиентом концентраций вещества dC / dx в направлении х, скорость изменения концентрации вещества в данной точке, обусловлена диффузией, и определяется вторым законом Фика:
{\displaystyle {\partial  \over \partial t}C=D{\partial ^{2} \over \partial x^{2}}C}
где t — время. Это выражение аналогично уравнению для переноса тепла.